# Władysław Godlewski (rolnik)
Władysław Godlewski (ur. 26 września 1913 w Koninie, zm. 12 września 1939 prawdopodobnie w Zgierzu) – polski rolnik, hodowca i wojskowy.

## Życiorys
Syn Jana Nepomucena Godlewskiego, ziemianina, doktora nauk medycznych i społecznika (1865–1945); i Jadwigi z domu Porowskiej (1883–1948). Jego przodkowie po linii ojca posługiwali się herbem Gozdawa. Miał młodszą siostrę Wandę (1920–1943) oraz dwie starsze siostry: Aleksandrę (1905–1969) – inżynier rolnictwa, projektantkę w Poznańskim Biurze Projektów Organizacji Gospodarstw Rolnych w Poznaniu, dyrektorkę Liceum Rolniczego w Grzybnie, i Marię (1910–1995) – chirurżkę stomatolożkę, doktor nauk medycznych, żonę Tadeusza Vetulaniego, matkę Zygmunta.
Dzieciństwo spędził w środowisku ziemiańskim, we wsi Cząstków w powiecie konińskim, która była majątkiem jego ojca.
W latach 1923–1931 uczęszczał do Gimnazjum im. Adama Asnyka w Kaliszu. Jako ochotnik odbył służbę wojskową w podchorążówce w Grudziądzu. W 1933 roku zapisał się na Wydział Rolniczo-Leśny Uniwersytetu Poznańskiego, na którym w 1938 roku uzyskał stopień inżyniera rolnictwa na podstawie pracy dyplomowej, napisanej pod kierunkiem Tadeusza Vetulaniego i opublikowanej w Rocznikach Nauk Rolniczych i Leśnych, Charakterystyka czołowych stadnin koni półkrwi w powiecie konińskim na tle miejscowych warunków hodowlanych, opublikowanej w Rocznikach Nauk Rolniczych i Leśnych napisanej pod kierunkiem Tadeusza Vetulaniego i opublikowanej w Rocznikach Nauk Rolniczych i Leśnych w 1947 roku.
Po ukończeniu studiów pracował na macierzystym Wydziale, równocześnie kształcąc się prywatnie. Latem 1939 roku został powołany do wojska. Po niemieckiej agresji na Polskę został wysłany na front. Ciężko ranny 9 września 1939 pod Łęczycą, zmarł prawdopodobnie w Zgierzu 12 września 1939. Pochowano go w Zgierzu, a następnie jego ciało przeniesiono na cmentarz parafialny w Dobrosołowie. Pośmiertnie został przedstawiony do odznaczenia srebrnym orderem Virtuti Militari.